# Quercus agrifolia
Quercus agrifolia é uma espécie perenifólia de carvalho nativa da Califórnia. Cresce do oeste da Serra Nevada ao condado de Mendocino, na Califórnia.